# La collina dei conigli
La collina dei conigli (Watership Down) è un romanzo scritto da Richard Adams nel 1972. Trae origine da una storia inventata per le sue due figlie, in seguito trascritta. Narra di un gruppo di conigli che sfuggono alla distruzione della loro conigliera e vanno in cerca di un posto migliore in cui vivere, incontrando pericoli e tentazioni nel corso del viaggio.
I conigli (e gli altri animali) che compaiono nel romanzo sono descritti nel loro ambiente naturale, ma sono antropomorfizzati, e possiedono una cultura, una lingua (il "lapino"), proverbi, poesia e miti, che sono inseriti nel corso del racconto.
Il titolo originale viene dal nome della collina che è la destinazione del viaggio, che si trova nella contea dello Hampshire (Inghilterra meridionale), vicino ai luoghi dell'infanzia di Adams.
Anche se inizialmente Adams ebbe difficoltà a trovare un editore, il romanzo ebbe un grande successo e ottenne diversi premi. Da esso furono tratti anche un film d'animazione, una serie animata (mai arrivata in Italia) ed una miniserie animata. Nel 1996 Adams pubblicò un seguito, una raccolta di 19 racconti dal titolo La collina dei ricordi (in originale Tales from Watership Down).

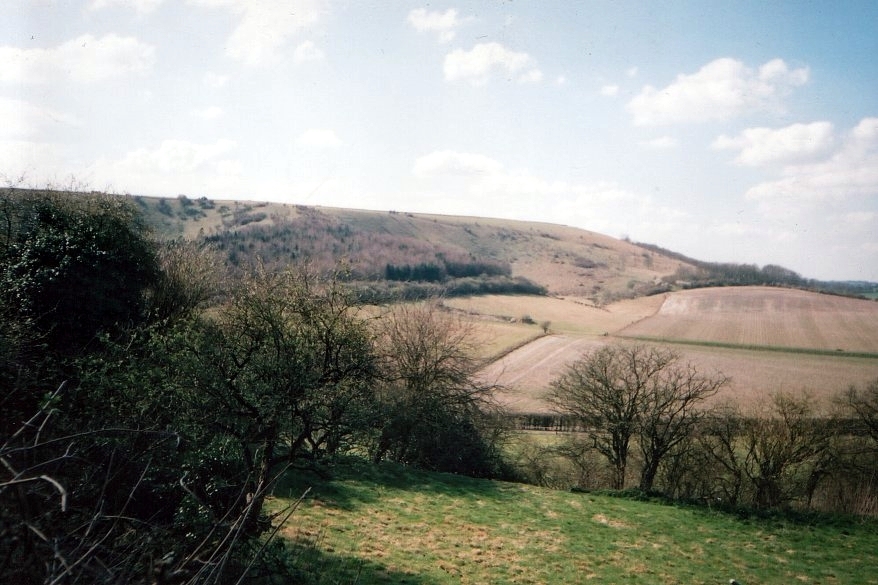
Watership Down, vista da nord-est nel 2004

## Trama
Nella conigliera di Sandleford, Quintilio, un coniglio giovane e minuto, ha una terribile visione che preannuncia l'imminente distruzione della loro casa. Quintilio e suo fratello maggiore Moscardo non riescono a convincere il coniglio capo che è necessario fuggire; i due, allora, decidono di partire, insieme a pochi compagni: Parruccone e Argento (due robusti ufficiali che hanno lasciato l'Ausla, la casta militare della conigliera), Mirtillo (un coniglio ingegnoso e intelligente), Dente di Leone (velocissimo nella corsa e abile narratore), Nicchio (piccolo e pauroso), Smerlotto (piuttosto tardo e stupido), Ramolaccio (duro e gagliardo), Lampo e Ghianda (due conigli derelitti, con l'aria patita, timida e guardinga).
Moscardo assume la guida del gruppo e si avvia attraverso un territorio sconosciuto, mostrando coraggio ed equilibrio. I fuggiaschi incontrano Primula Gialla, un coniglio dai modi curiosi, il quale propone a Quintilio e gli altri di unirsi alla sua conigliera. 
Nella conigliera di Primula il cibo è abbondante e in apparenza non vi sono predatori, ma presto Quintilio e gli altri scoprono che i dintorni sono pieni di trappole piazzate da un agricoltore.
Parruccone si salva a stento da una di esse e i conigli, sconvolti e spaventati dalla situazione, ripartono insieme a Ribes, un coniglio fuggito dalla conigliera di Primula. I conigli raggiungono la sommità della collina di Watership, sorta di terra promessa delle visioni di Quintilio, e vi si stabiliscono.
Qui vengono raggiunti da due conigli di Sandleford, Pungitopo e Campanula, che raccontano come la conigliera d'origine sia stata distrutta dagli uomini, confermando lo spirito profetico di Quintilio.
Sul colle i conigli incontrano un gabbiano ferito di nome Kehaar e 
diventano amici.
Finalmente insediati, i conigli sanno bene che la nuova conigliera è destinata a estinguersi, visto che tra loro non vi sono femmine; con l'aiuto di Kehaar, scoprono un'altra grande conigliera a una certa distanza, chiamata Èfrafa, e decidono di organizzare una missione, guidata da Pungitopo, per convincere alcune femmine ad aggregarsi alla propria. Nonostante il carattere della missione sia pacifico, la delegazione portavoce viene accolta in malo modo e loro malgrado resi prigionieri, come scopriranno essere tutti i conigli residenti, fino a quando, grazie ad astuzie e coraggio, riescono a fuggire per la via del ritorno. 
I rimanenti, sebbene ignari ancora circa l'esito della spedizione, hanno nel frattempo la malaugurata idea di effettuare un'incursione alla vicina fattoria del Noceto per liberare alcune coniglie domestiche.
L'incursione riesce, ma Moscardo viene ferito gravemente e disperso, e si salva soltanto grazie alla preveggenza di Quintilio.
Il successo dell'incursione alla fattoria porta però nel gruppo solo due femmine e Moscardo progetta un piano per tornare ad Èfrafa più organizzati al fine di liberarne altre con l'astuzia. Parruccone dovrà infiltrarsi a Èfrafa, contattare alcune femmine scontente e farle uscire sfuggendo alla sorveglianza del Generale Vulneraria, despota di Efrafa, e della sua Ausla con l'aiuto di Kehaar. I conigli intraprendono la pericolosa spedizione, ma il primo tentativo fallisce per colpa di Vulneraria, il quale trattiene Parruccone nel momento previsto per la fuga, pur ignorando il piano, e solo dopo molte vicissitudini i conigli riescono a tornare sul Colle Watership, insieme alle femmine liberate da Efrafa. Una pattuglia efrafana scopre il loro rifugio, e presto il Generale Vulneraria organizza una spedizione contro Watership. Gli efrafani, forti e numerosi, attaccano la conigliera e la sua sorte sembra segnata; ma Parruccone resiste tenacemente all'assalto di Vulneraria, e Moscardo salva la conigliera con l'astuzia, aizzando il cane della fattoria contro il generale Vulneraria e la sua Ausla. 
Mentre molti dei soldati vengono sbranati o messi in fuga dal cane, il generale stesso viene inseguito dall'animale nel bosco e mai più rivisto. Anni più tardi la colonia di Colle Watership diventa prospera e popolosa e Moscardo, ormai anziano e stanco, muore pacificamente. Mentre la sua anima viene condotta da El-ahrairah, il principe dei conigli e eroe delle leggende, verso l'aldilà.

## Altri media

### Film
È stato prodotto un film d'animazione, edito nel Regno Unito, diretto da Martin Rosen nel 1978.

### Serie animata
È anche il titolo di una serie animata ispirata al libro, anche se meno fedele, uscita nel 1999 e terminata nel 2001 in tre stagioni con 39 episodi. Non è mai arrivata in Italia.

### Miniserie animata BBC/Netflix
Nel dicembre 2018 è stata distribuita una miniserie animata in CGI in 4 episodi prodotta dalla BBC.

## Il romanzo in altri contesti
- La storia numero 263 di Dylan Dog, ha lo stesso titolo del romanzo di Adams, anche se il contesto è ben diverso: qui si parla di un'orda di conigli-zombie che hanno invaso una tranquilla cittadina di provincia. La storia è una protesta contro la vivisezione.
- Nella versione estesa di Donnie Darko del 2001, La collina dei conigli è uno dei libri che viene dato da leggere ai compagni di classe di Donnie, in una scena viene anche proiettato il film animato.
- Il gruppo musicale Post-hardcore/Crust punk inglese Fall of Efrafa dichiara di basarsi completamente sul romanzo di Adams. Sia il nome del gruppo, che i nomi dei tre album (Owsla, Elil e Inlè), che i testi delle canzoni sono mutuati da una interpretazione animalista e atea del romanzo di Adams.
- Il gruppo Hardcore punk statunitense Bigwig deve il proprio nome ad uno dei conigli presenti nella storia, l'omonimo Bigwig, Parruccone nella versione italiana. La seconda traccia del loro album d'esordio Unmerry Melodies si apre proprio con un brano tratto dal film d'animazione.
- Il gruppo power metal italiano Trick or Treat nel 2012 ha pubblicato il concept album Rabbits' Hill pt. 1, basato sul romanzo.
- Il gruppo Black metal El-Ahrairah oltre a prendere il suo nome da un leggendario coniglio di cui si parla nel romanzo, basa una buona parte dei propri testi sul libro di Adams.
- Nell'ottavo episodio della prima stagione di Lost, Il Truffatore, Sawyer sta leggendo La collina dei conigli. Nell'ottava puntata della sesta stagione, La collina dei conigli è uno dei libri presenti sulla cassettiera nella camera da letto di James Ford.
- Il gioco di ruolo Bunnies & Burrows di B. Dennis Sustare e Scott Robinson, pubblicato dalla Fantasy Games Unlimited nel 1976, in cui i giocatori possono interpretare conigli in un mondo di animali senzienti è ispirato a La collina dei conigli.[3]
- La casa discografica americana OWSLA si chiama in questo modo perché il libro preferito del suo fondatore, il DJ e producer Skrillex, è La Collina dei Conigli.
- Nel film The Darkest Minds del 2018, la protagonista raccoglie il libro de La collina dei conigli nella scena del centro commerciale.